# Matt Steigenga
Matthew Todd "Matt" Steigenga, född 27 mars 1970 i Grand Rapids i Michigan, är en amerikansk före detta professionell basketspelare (SF) som tillbringade en säsong (1996–1997) i den nordamerikanska basketligan National Basketball Association (NBA), där han spelade för Chicago Bulls. Under sin NBA-karriär gjorde han tre poäng (1,5 poäng per match); två assists samt tre rebounds, räddningar från att bollen ska hamna i nätkorgen, på två grundspelsmatcher. Han spelade också som proffs i Japan, Spanien och i lägre basketligor i USA.
Steigenga draftades av Chicago Bulls i andra rundan i 1992 års draft som 52:a spelare totalt.
Han var och med att vinna Chicago Bulls femte NBA-mästerskap på 1990-talet.
Innan Steigenga blev proffs, studerade han vid Michigan State University och spelade basket för deras idrottsförening Michigan State Spartans.
Efter spelarkarriären har han varit bland annat sportkommentator i radio för basketmatcher rörande Michigan State Spartans.